# Theios aner
Theios aner ist altgriechisch (θεῖος ἀνήρ) und bedeutet „göttlicher Mann“ oder „Gottmensch“. Der Begriff bezeichnet einen mit gotthaften Kräften ausgestatteten Menschen, der übermenschliche Taten vollbringt. Ludwig Bieler sieht Elemente des griechischen Idealbilds des theios aner in der Figur Jesu Christi fortgeführt. Edward Schillebeeckx hingegen betont, dass der theios aner nicht dem christlichen Bild von Jesus von Nazareth entspricht.
Dazu kommt noch, dass die theios aner-Literatur jünger ist als die Evangelien, also eventuell vorhandene Gemeinsamkeiten am besten dadurch erklärt werden, dass die von den Christen verbreitete Botschaft diese Literatur beeinflusst hat.
Rudolf Bultmann sieht in der theios aner-Vorstellung eine Bedrohung für die christliche Existenz:

„Wird die Wirksamkeit des Geistes in besonderen Krafttaten als eindeutiges Kennzeichen der Geistbegabung gesehen, so droht die christliche Existenz als die eines θεῖος ἀνήρ im Sinne des Hellenismus aufgefasst zu werden, und die eschatologische Heilsgeschichte gerät in das Licht erbaulicher Legende, eine Gefahr, die sich schon im NT zeigt, die aber vollends in den apokryphen Apostelakten ihre Folgen zeigt.“

## Belege
1. ↑  Rudolf Bultmann: Theologie des Neuen Testaments. J.C.B. Mohr, Tübingen 1980, S. 166.